# Yours only,/Lies
『Yours only, / Lies』（ユアーズ・オンリー / ライズ）はm-floの13枚目のシングル。ボーカルLISA在籍時のm-floとしては最終作となった。
2001年10月31日発売。
アルバム『EXPO EXPO』（2001年）のリカットシングルでダブルA面シングル。初回版と通常盤があり、アルバム未収録曲「Lies（Original)」が収録された初回版はジャケットも異なる。

## 解説

### Yours only,
「Yours only,」は、PVに葬儀・墓シーンが写されているように、曲全体を通して「愛」と「死」をテーマにしている。
内容は、「この世を去った恋人に永遠の愛、且つ恋人の分まで強く生きていく事を誓う」というもの。「Yours only,」は、ジャケットのタイトルが筆記体で書かれていることから分かるように、｢敬具｣等と同類の手紙の〆の言葉である。すなわち、この曲は亡くなった恋人への手紙、ということを意味している。
オーケストラバージョンの「Yours only, (Symphonic Orchestra Version)」が1トラック目に収録されており、アルバム『EXPO EXPO』に収録されたオリジナルバージョンはカップリング扱いとなっている。
なお、本作はVERBALのラップが無いLISAのソロ曲である。因みにm-flo名義の曲にはLISAのソロ曲が本作を含めて3曲ある（「Come Back To Me」、「One Sugar Dream」とこの「Yours only,」）。

### Lies
「Lies (Original)」は、本シングルの初回版限定で収録されたオリジナル楽曲である。ダブルA面として扱われている。
一方、この曲のリミックスは通常盤にも収録されている。同リミックスは、『EXPO EXPO』のリミックスアルバム『EXPO防衛ロボット GRAN SONIK』にも収録されている。
「Yours only,」はアルバム『EXPO EXPO』に収録されていたが、「Lies」はこれまで未発表であったので、事実上この曲がLISAがm-floとして歌う最後の曲といえる。
原曲ともいえるバージョンがキーボードマガジン2001年4月号の付属CDの1曲目に「デモ・トラック(タイトル未定)」として収録されている。
テーマは「不倫」。「浮気している恋人に対して、愛想を尽かすことが出来ない」という内容。
ちなみにオリジナルバージョンとリミックスバージョンでは、VERBALのラップのリリックが異なる。

## 収録曲

### 初回生産限定盤
1. Yours only, (Symphonic Orchestra Version)
2. Lies（Original)
  - 現在アルバム未収録、本作の初回限定版でしか聴く事の出来ない楽曲。
3. Lies (Giant Swing Mix)
4. Yours only, (Original)
5. Yours only, (Instrumental)

### 通常盤
1. Yours only, Symphonic Orchestra Version
2. Lies (Giant Swing Mix)
3. Yours only, (Original)
4. Yours only, (Instrumental)